# La Chatona
La Chatona es una de las más emblemáticas  tradiciones del departamento de Petén, Guatemala, y consiste en bailar una muñeca de gran tamaño (un poco más de dos metros), durante las fiestas patronales de los municipios y otras fiestas.
La muñeca es construida de forma que una persona pueda entrar en ella y pueda sostener la estructura por largo tiempo mientras baila con las personas a su alrededor.
Esta tradición, junto con el caballito, que suele acompañar a "La Chatona", fue declarada Patrimonio Cultural Intangible por el Ministerio de Cultura y Deportes de la República de Guatemala.

## Historia de la Chatona
El origen de esta tradición se ubica en el municipio de San Andrés y se cuenta, ya que no existen datos exactos, que se trataba de una mujer proveniente de México, algunos afirman que de Chiapas, otros que de Tenosique, Tabasco y aun otros que de Campeche. Convivió con chicleros de Petén, siendo cocinera en los campamentos. Era una mujer muy alta, de larga cabellera y que gustaba de consumir alcohol y bailar en las fiestas hasta que estas terminaban, volviéndose un icono de las mismas. 
En cuanto a su nombre, resaltan « ,kiara ramirez de cariño «Tía Tona», que al no poder ser pronunciado por niños de poca edad, quienes decían "Chía Tona", dando origen al nombre. Algunos, por su parte, mencionan que era una mujer de "cara chata", característica que, vinculada a su gran altura, dio origen al nombre de «Chatona».
Cuando «La Chatona» murió, que se cree fue por causa de la mordedura de una serpiente, los chicleros se entristecieron y a uno de ellos se le ocurrió hacer una gran muñeca de palillos y bejucos y para recordarle, como la mujer bailadora que era. Con el transcurrir del tiempo, la tradición de «La Chatona» se extendió hacia los demás municipios de Petén convirtiéndose en la tradición emblemática que es ahora.